# Grčarice
Grčarice este o localitate din comuna Ribnica, Slovenia, cu o populație de 166 de locuitori.